# Gare de Berlin-Grünau
La gare de Berlin-Grünau est une gare ferroviaire à Berlin, dans le quartier de Grünau, sur la ligne de Berlin à Görlitz. La gare voyageurs est uniquement desservie par des S-Bahn (RER).

## Situation ferroviaire

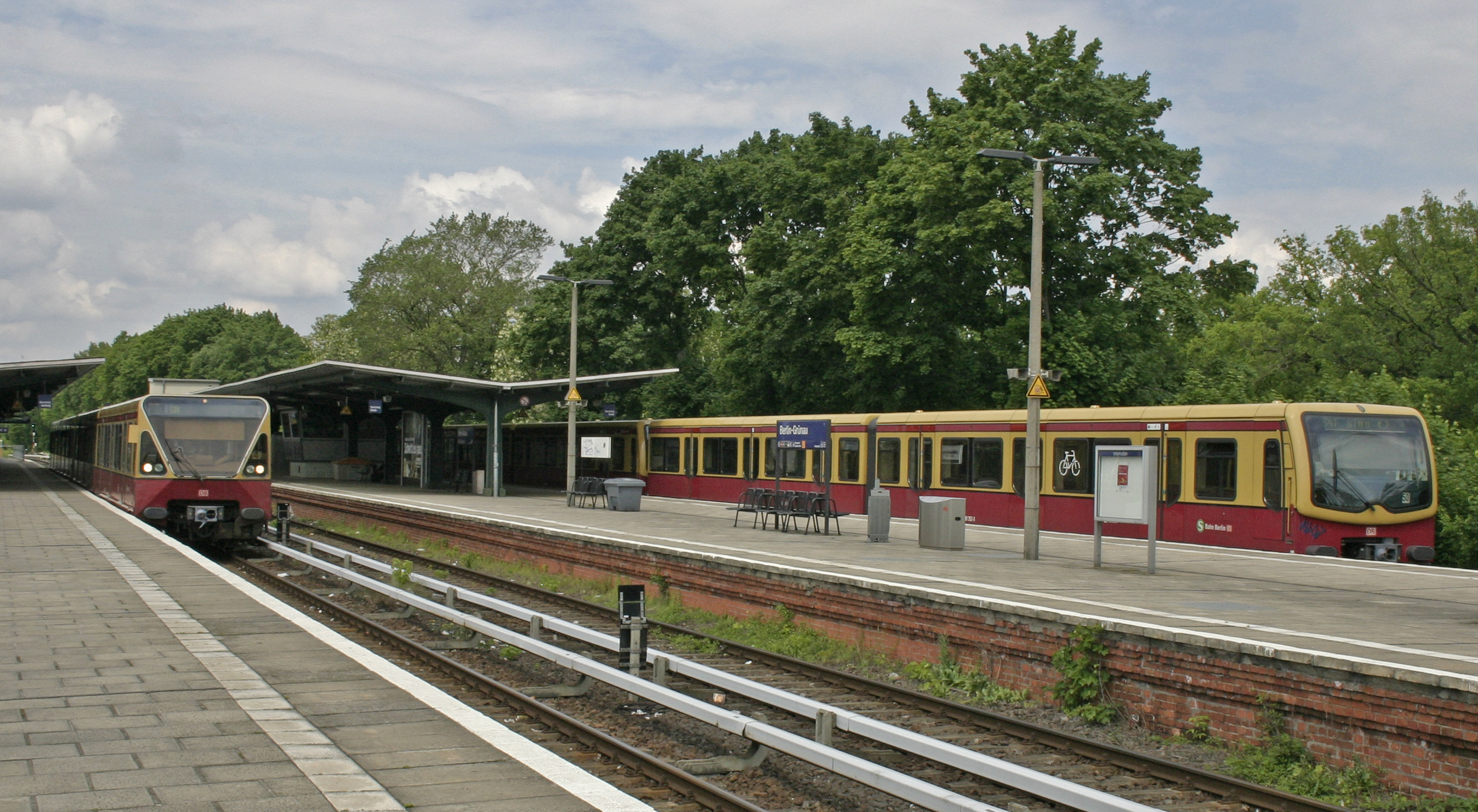
Deux trains du S-Bahn à quai.

La gare se trouve le long de la ligne de Berlin à Görlitz et de la ligne parallèle du réseau du S-Bahn de Berlin reliant la gare de Berlin Ostkreuz à la gare de Königs Wusterhausen. Plus au nord-ouest, les voies ferrées traversent la ligne de la grande ceinture de Berlin. Au sud, une bifurcation tourne vers la gare de l'aéroport de Berlin et la ligne de Berlin à Dresde.
La gare est constituée de deux quais avec respectivement deux voies pour la circulation vers le nord et vers le sud. À l'ouest des voies S-Bahn sont situées les voies destinées aux RegionalExpress et aux Regionalbahn pour lesquels la gare n'a pas de quai voyageurs.

## Histoire
La station est initialement ouverte en tant que simple point d'arrêt avec deux plates-formes latérales le 13 septembre 1866. Avec la croissance de Grünau devenue une destination privilégiée pour les habitants de la capitale à la fin du XIXe siècle, augmente également le trafic à la gare, de sorte que la station reçoit le premier bâtiment de réception en 1889. Onze ans plus tard, les deux plates-formes latérales disparaissent et sont remplacées par une plate-forme centrale.

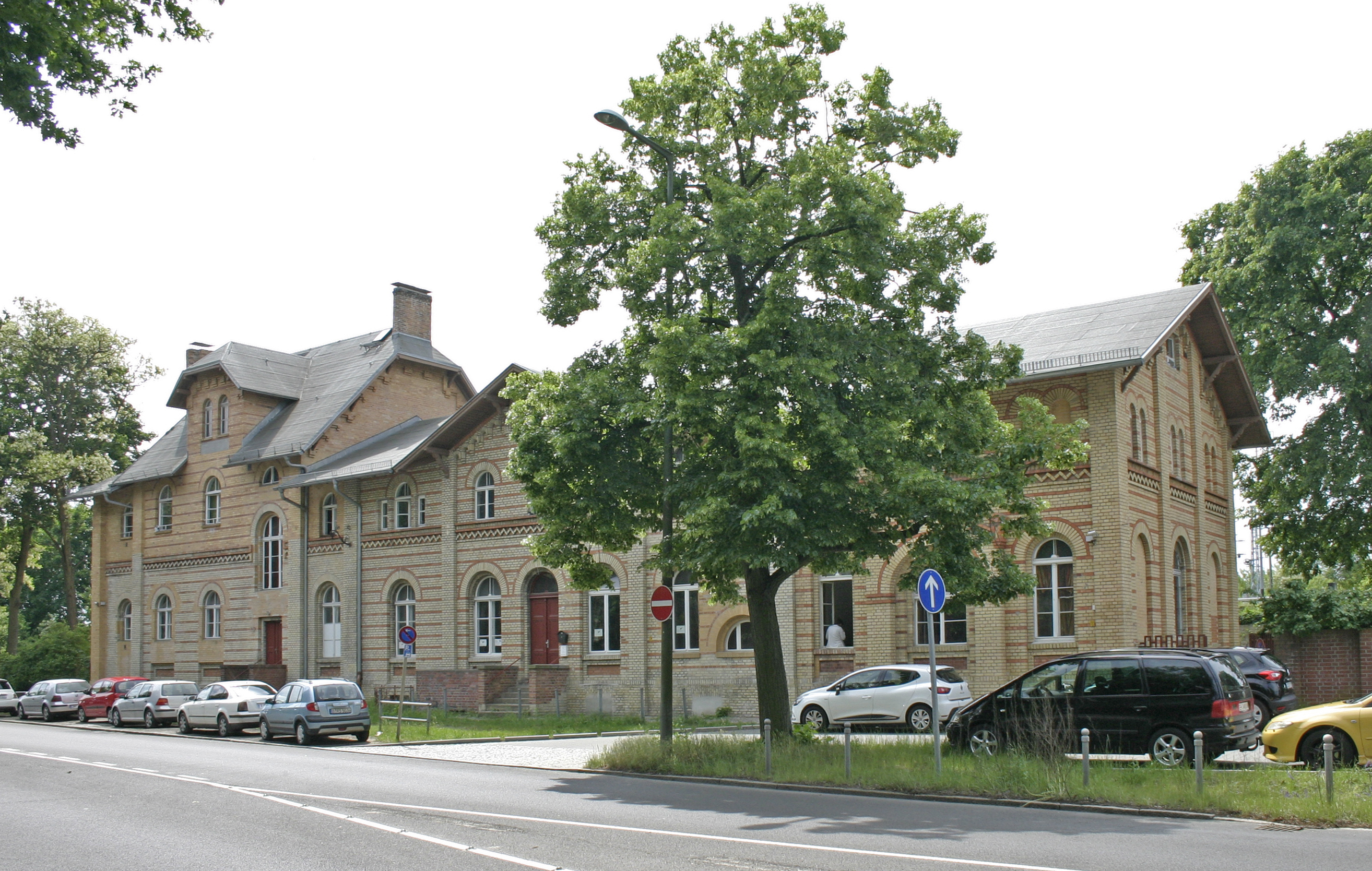
L'ancien bâtiment d'accueil.

L’expansion de la voie ferrée de Görlitz dans les années 1902 à 1906 nécessite la démolition de la plate-forme, car toute la distance est atteinte peu après Grünau sur un terrassement, la gare obtient sa propre paire de voies pour le trafic de banlieue en augmentation. La gare est préparée en conséquence et reçoit deux quais intermédiaires - une pour le trafic intermittent de banlieue et l’autre pour le trafic ferroviaire à grande distance jusqu’à Königs Wusterhausen - et un atelier pour la maintenance des trains. L'entrée principale de la gare est au nord de la précédente. Une entrée supplémentaire est créée dans l'ancien bâtiment de réception situé du côté sud-est de la plate-forme. L'ancien bâtiment d'accueil est préservé et est classé monument historique ; il est utilisé à titre privé. 
Grünau est incorporée à Grand Berlin en 1920 et, en 1929, la station reçoit le nom de Berlin-Grünau. En 1928, toute la ligne de banlieue de Görlitz, y compris Grünau, est électrifiée avec le système à courant continu toujours utilisé aujourd'hui par des barres omnibus latérales. Les plans de Welthauptstadt Germania prévoient dans les années 1930, la continuation de la S-Bahn de Grünau jusqu'au Königs Wusterhausen. Toutefois, le projet ne se réalise pas en raison de la Seconde Guerre mondiale. En 1934, les travaux de construction vers l'usine Henschel à Diepensee commencent.
En 1947, l'accès au sud-est de la gare est fermé. En 1948, la gare a une troisième plate-forme pour les wagons de diesel circulant sur la grande ceinture des marchandises se rendant à Lichtenrade ou à Wuhlheide et à Kaulsdorf. Elle ferme le 21 mars 1951. Six semaines plus tard, le 30 avril, le trafic de la S-Bahn est étendu à Königs Wusterhausen. La configuration de la voie est modifiée en conséquence, de sorte que les trains de la S-Bahn s'arrêtent exclusivement sur les deux plates-formes centrales, les voies longue distance passent toutefois sans s'arrêter à la gare. Le projet est directement lié à la fermeture la veille de la gare de Görlitz, située à Berlin-Ouest.
À la fin de l'année, le croisement de Grünau (de), lien entre la gare de Görlitz et la ligne de la grande ceinture de Berlin, est également construit au nord de la gare. Pour les trains situés sur la ligne de la grande ceinture des marchandises entre Grünau et Lichtenrade, en 1955, un point d'arrêt est mis en service. Cette fois-ci, la plate-forme est située à la jonction de la gare de Görlitz et de la grande ceinture des marchandises. Celle-ci est fermée après trois ans, mais n'est détruite qu'en 1981.
Après la construction du mur de Berlin le 13 août 1961, la Ringbahn de Berlin se développe avec l'axe nord-sud du réseau de S-Bahn de Berlin-Est. Les trains qui se rendaient l'ouest de la ville doivent désormais s'arrêter à Görlitz. Grünau est temporairement le point d'arrivée des groupes de train N (venant de Bernau) et H (venant de Friedrichstraße).
Pour le trafic de fret à destination de l'aéroport de Berlin-Schönefeld 1963, une ligne de chemin de fer (de) reliant la gare de Grünau au sud de Berlin-Bohnsdorf vers l'aéroport est ouverte. Il remplace l'ancien Henschelbahn, qui avait cessé ses activités à la fin des années 1950.
Après Die Wende, au début, peu de choses changent à la gare actuelle. Au début des années 1990, l'accès au sud-est est rouvert. Le trafic vers Königs Wusterhausen est reporté de 1994 sur la ceinture sud, alors que les trains empruntant la ceinture orientale terminent à Grünau. Le dépôt ferroviaire est fermé de 1996 à 1998 pour des travaux de rénovation temporaires. Depuis 2005, un poste d'aiguillage informatique régule les systèmes de voies de la station.
En 2011, la ligne de Glasower Damm Ost à Bohnsdorf Süd est mise en service, reliant la gare de Görlitz à la nouvelle ceinture de Berlin via le nouvel aéroport Willy-Brandt de Berlin-Brandebourg. Elle a une courbe de raccordement à Berlin-Grünau et remplace dans cette zone la ligne de fret à destination de Schönefeld Sud.

## Service des voyageurs

### Desserte
La gare ferroviaire à quatre voies de la gare de Görlitz est le terminus de la ligne S8, ainsi que la ligne S85 du lundi au vendredi. Elle est également desservie par la ligne S46, qui continue jusqu'à Königs Wusterhausen.

### Intermodalité
Depuis le 11 juin 1909, à la gare de Grünau, il y a une correspondance avec la ligne 2 du tramway de Cöpenick. Le tramway de Schmöckwitz à Grünau (de), qui ouvre ses portes le 9 mars 1912, a également son point de départ à la gare. En 1926, les deux lignes forment ensemble la ligne 86, qui est aujourd'hui la ligne 68 du réseau de tramway de Berlin.
En outre, les lignes d'omnibus 163, 263 et 363 ainsi que la ligne de nuit N62 de la Berliner Verkehrsbetriebe s’arrêtent à la gare.